# Liopagus
Liopagus is een geslacht van hooiwagens uit de familie Sclerosomatidae.
De wetenschappelijke naam Liopagus is voor het eerst geldig gepubliceerd door Chamberlin in 1916. 

## Soorten
Liopagus is monotypisch en omvat slechts de volgende soort:
- Liopagus simplex